# Сингатока
Сингатока (фидж. Sigatoka, Singatoka) — река на острове Вити-Леву (Фиджи). Исток реки находится у подножия горы Томаниви, высочайшей точки страны. Общая длина Сингатока составляет около 120 км. Протекает по центральной и западной части острова. Впадает в Тихий океан. Река имеет важное транспортное значение, так как фактически является единственным средством сообщения с поселениями, расположенными во внутренней части Вити-Леву. Большая часть Сингатока протекает по обширной равнине с плодородными почвами. В этом районе развито сельское хозяйство. В устье реки расположены песчаные дюны.
Возле устья реки стоит город Сингатока.